# Caponata
La caponata est une spécialité culinaire à base d'aubergines, d'oignons, de tomates, de céleri, d'olives vertes et de câpres. Les légumes sont cuits avec un verre de vinaigre et un peu d'huile d'olive. Ce plat se mange chaud ou froid. C'est un classique de la cuisine sicilienne et il en existe de nombreuses variantes locales. Le plat est diffusé dans tout le monde méditerranéen, notamment à Naples et en Tunisie.
Au XVIIIe siècle, la caponata était consommée comme plat unique accompagné de pain. Elle était à l’origine préparée avec du poisson, mais celui-ci fut peu à peu remplacé par l’aubergine, moins chère. La caponata est habituellement rapprochée de ratatouille, alors que la ratatouille n'est pas vinaigrée et inclut des courgettes parmi ses ingrédients.